# Parafia Najświętszego Serca Jezusowego i Świętej Małgorzaty Marii Alacoque w Łodzi
Parafia pw. Najświętszego Serca Jezusowego i Świętej Małgorzaty Marii Alacoque w Łodzi – parafia rzymskokatolicka znajdująca się w archidiecezji łódzkiej w dekanacie Łódź-Radogoszcz.
Na początku XX w. właściciel folwarku Radogoszcz wybudował fabrykę i wydzielił miejsce na park, powstało także osiedle urzędników. Teren nazwany został Julianowem. W 1912 roku mieszkańcy osiedla zakupili drewniany budynek pozostały po wystawie przemysłowej w Helenowie. Dokupiono drewno i ukończono budowę kościoła. W sierpniu 1914 roku za zezwoleniem arcybiskupa warszawskiego Aleksandra Kakowskiego dokonano poświęcenia świątyni.
Parafia została erygowana 7 czerwca 1915 roku przez bp. Stanisława Zdzitowieckiego. Grunt pod budowę kościoła, z fragmentu swoich dóbr na Julianowie, podarował łódzki przemysłowiec Juliusz Teodor Heinzel (o co zwróciło się już na przełomie lutego i marca 1911 roku grono mieszkańców wsi Bałuty i Radogoszcz). Kościół uroczyście poświęcił abp Aleksander Kakowski, podczas wizytacji łódzkich parafii w dniach 31 maja – 1 czerwca 1916 roku.
Postanowienie o budowie świątyni zapadło w 1936 roku. Powołany został Komitet Budowy (między innymi z udziałem księży z parafii: ks. F. Romasa i ks. H. Pytki), który zaczął gromadzić fundusze na budowę. Autorem projektu świątyni był warszawski inż. architekt Stanisław Uleyski. Uroczystość rozpoczęcia kopania fundamentów pod kościół miała miejsce 18 września 1938 roku. Spośród zgromadzonych na uroczystości wylosowano cztery osoby, które pierwsze wbiły łopaty w ziemię. Byli to: Stefan Kmieciak (robotnik), Andrzej Teper (urzędnik państwowy), Ignacy Malczewski (robotnik) i Alfred Mądralski (uczeń szkoły powszechnej).
Do wybuchu II wojny światowej zdołano jedynie posadowić fundamenty. W tym czasie proboszczem był ks. prałat Stanisław Mirecki .
Budowę kontynuowano w latach 1949–1956 z wielkimi trudnościami, szczególnie w okresie stalinowskim, przy czym nie zbudowano planowanej okazałej dzwonnicy, która miała powstać obok lewego (patrząc na front kościoła) narożnika świątyni. Ze względu na okres w którym kościół powstawał jego wykonanie było bardzo oszczędne – przede wszystkim nie wykonano odpowiedniego stropu w efekcie czego strop zaczął grozić zawaleniem, a ściany odchyliły się od pionu o ok. 10 cm. Korzystając ze złagodzenia restrykcyjnej polityki władz wobec Kościoła katolickiego w Polsce po wydarzeniach grudniowych na Wybrzeżu w 1970 roku przystąpiono do niezbędnych prac naprawczych, które trwały do 1995 roku. W ich wyniku przede wszystkim założono żelbetonowe sklepienie w nawie głównej, sklamrowano ściany boczne i założono 5 ściągów wewnętrznych, osuszono i otynkowano piwnice, w których zorganizowano 6 sal katechetycznych. Otynkowano pomieszczenia nad obydwoma zakrystiami i przeznaczono na potrzeby katechizacji. Dach pokryto blachą miedzianą.
Kościół podłączono do miejskiej sieci cieplnej, wymieniono przewody aluminiowe na miedziane, założono żyrandole i tablice rozdzielcze. Dach pokryto blachą miedzianą (15 ton). Kościół otynkowano terraboną, odwodniono przez podłączenie terenu do kanalizacji miejskiej. Plac wokół kościoła wyłożono trylinką i kostką ceramiczną. Założono 8 linii odgromowych, okratowano wszystkie okna dolne kościoła.
W latach 1967–1971 wybudowano murowaną jednopiętrową plebanię. Budynek otynkowano terraboną i podłączono do sieci cieplnej miejskiej. Założono 4 pary drzwi pancernych i system alarmowy. Dach pokryto płytkami bitumicznymi. W latach 1978–1979 wybudowano dzwonnicę o wysokości 16 m żelbetonowa, zharmonizowana z architekturą kościoła, zawieszono na niej 3 dzwony i zabezpieczono linią odgromową. W latach 1980–1982 powstał budynek katechetyczny o wymiarach 22 × 22 m o trzech poziomach, kryty blachą miedzianą. W budynku przygotowano siedem sal katechetycznych, trzy przestronne korytarze, pokój dydaktyczny, toalety i jedno mieszkanie.
Konsekracji odremontowanej świątyni dokonał 12 kwietnia 1987 roku ks. bp Jan Wawrzyniec Kulik. Była to pierwsza powojenna świątynia zbudowana w Łodzi. Kolejna, której budowę rozpoczęto w 1950, a zakończono w 1963, to kościół św. Teresy przy ul. Pomorskiej.
1 kwietnia 2009 r. abp Władysław Ziółek poświęcił przed kościołem pomnik Jana Pawła II wykonany przez Krystynę Fałdygę-Solską ufundowany przez Barbarę i Piotra Klemmów.

## Proboszczowie parafii
- ks. Józef Szcześniak 1915–1917
- ks. Jakub Nowakowski 1917–1937
- ks. Stanisław Mirecki 1937–1941
- ks. Antoni Kaczewiak 1945–1947
- ks. Franciszek Gwoździcki 1947–1967
- ks. Kazimierz Gadzinowski 1967–1970
- bp Jan Kulik 1970–1995
- ks. Piotr Rycerski 1995–2012
- ks. infułat  Andrzej Dąbrowski 2012–2018
- ks. prałat  Jarosław Pater od 2018[11]